# Тахта (Ульчський район)
Тахта́ (рос. Тахта) — село у складі Ульчського району Хабаровського краю, Росія. Адміністративний центр Тахтинського сільського поселення.

## Населення
Населення — 660 осіб (2010; 933 у 2002).
Національний склад (станом на 2002 рік):
- росіяни — 75 %